# QSSPC
Die Abkürzung QSSPC bedeutet quasi-steady-state photo conductance (deutsch etwa »quasistationäre Fotoleitfähigkeit«). Es handelt sich um ein Verfahren zur Charakterisierung von Silizium-Wafern hinsichtlich ihrer Anwendung für Solarzellen.
Mit dem Verfahren wird die Minoritätsladungsträger-Lebensdauer im Wafer oder auch im ungeschnittenen Silizium-Block bestimmt, die eine Aussage über die Effizienz der später daraus gefertigten Solarzellen ermöglicht.